# Haus Sommerberg

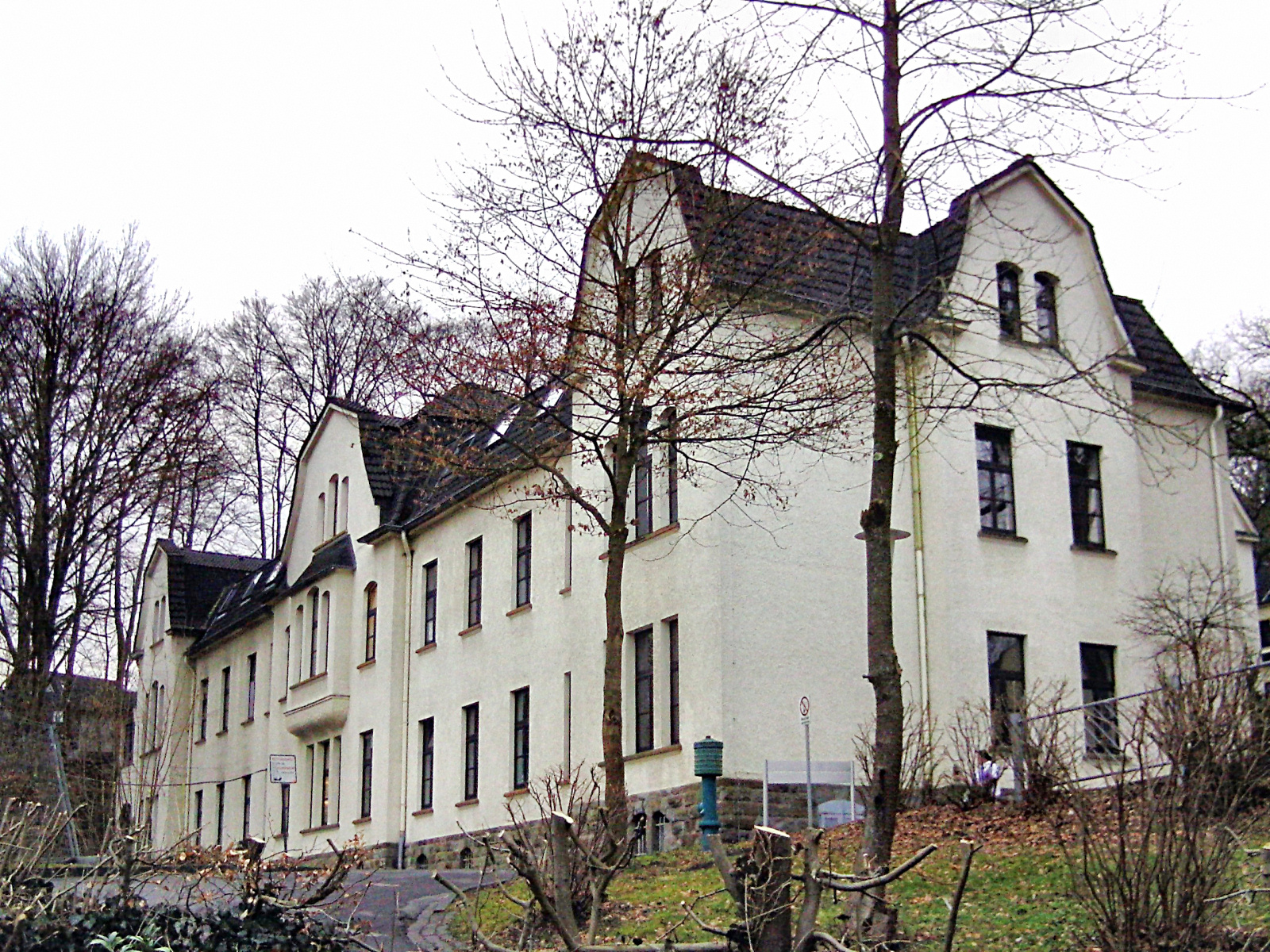
Haus Sommerberg

Haus Sommerberg ist eine Einrichtung der Kinder-, Jugend-, Familien- und Eingliederungshilfe in Rösrath.

## Lage
Das Anwesen liegt an der Straße „Am Sommerberg“ zwischen den Rösrather Ortsteilen Forsbach und Hoffnungsthal. Eine gleichnamige Bushaltestelle befindet sich am Eingang zum ca. 40 Morgen großen Gelände.

## Vorgeschichte
Das Kölner Genesungsheim „Wilhelm Auguste Viktoria“ wurde am 31. Juli 1909 auf dem Sommerberg bei Hoffnungsthal eingeweiht. Seinen Namen erhielt das Haus nach der Prinzessin Auguste Viktoria von Schleswig-Holstein-Sonderburg-Augustenburg, der Gemahlin von Kaiser Wilhelm II. Eine großzügige Spende des Kaiserhauses anlässlich der silbernen Hochzeit des Kaiserpaares hatte 1906 den Bau ermöglicht. 273.000 Mark wurden gespendet. Bauherr war der Vaterländische Frauenverein (Abteilung Köln). 280.000 Mark kostete der Bau. In Kriegszeiten diente das Haus als Lazarett. Nach dem Zweiten Weltkrieg war es als Lungenheilstätte bekannt.

## Einrichtung der Arbeiterwohlfahrt (AWO)
1962 übernahm der Bundesverband der Arbeiterwohlfahrt das Anwesen. Zunächst als „Heim für neurotisch-disoziale männliche Jugendliche“ gegründet, entwickelte es sich im Laufe der Zeit zu einer Einrichtung der Kinder-, Jugend-, Familien- und Eingliederungshilfe. 2004 wurde eine eigene Betriebsgesellschaft für das Haus geschaffen. „Der Sommerberg AWO Betriebsgesellschaft mbH“ lautet der Name der Organisation, die den Betrieb seitdem steuert. Durch die Ausgliederung bedingte veränderte Tarifstrukturen der Beschäftigten führten zu mehrfachen Protestaktionen auf dem Gelände. 2012 wurde ein neues intensiv pädagogisches Angebot für Mädchen auf dem Gelände errichtet. Das Angebot richtet sich an Mädchen ab 12 Jahren, die höchsten Belastungen und Gefährdungen unterliegen und deswegen nicht zu Hause leben können. Sie werden von pädagogischen Fachkräften in geschützten Räumlichkeiten rund um die Uhr betreut.
Das Angebotsspektrum des Sommerbergs liegt im Bereich der Hilfen zur Erziehung und der Eingliederungshilfe. Das Einzugsgebiet der Organisation reicht mittlerweile vom Kreis Düren, über den Rhein-Sieg-, Rhein-Berg- bis hin zum Oberbergischen-Kreis mit den Hauptschwerpunkten in den Städten Köln und Bonn.